# Peter Andrews
Peter Bruce Andrews (1 de novembro de 1937 – 21 de abril de 2025) foi um matemático estadunidense. Ele é o criador da lógica matemática Q0. Ele também recebeu uma patente de curativo para feridas críticas.

## Carreira
Foi professor de matemática da Universidade Carnegie Mellon em Pittsburgh. Obteve o doutorado na Universidade de Princeton em 1964, orientado por Alonzo Church. Foi laureado com o Prêmio Herbrand de 2003. Seu grupo de pesquisas projetou um sistema para prova automática de teoremas. 

### Sistema de Prova de Teoremas
Seu grupo de pesquisa projetou o Theorem Proving System (TPS) um sistema automatizado de prova de teoremas para lógica de primeira ordem e de ordem superior. Um subsistema ETPS do TPS é usado para ajudar os alunos a aprender lógica construindo interativamente provas de dedução natural. O código-fonte do TPS está disponível no Internet Archive.

## Morte
Andrews morreu em 21 de abril de 2025, aos 87 anos.

## Publicações selecionadas
- Andrews, Peter B. (1965). A Transfinite Type Theory with Type Variables. North Holland Publishing Company, Amsterdam.
- Andrews, Peter B. (1971). "Resolution in type theory". Journal of Symbolic Logic 36, 414–432.
- Andrews, Peter B. (1981). "Theorem proving via general matings". J. Assoc. Comput. March. 28, no. 2, 193–214.
- Andrews, Peter B. (1986). An introduction to mathematical logic and type theory: to truth through proof. Computer Science and Applied Mathematics. ISBN 978-0-1205-8535-9. Academic Press, Inc., Orlando, FL.
- Andrews, Peter B. (1989). "On connections and higher-order logic". J. Automat. Reason. 5, no. 3, 257–291.
- Andrews, Peter B.; Bishop, Matthew; Issar, Sunil; Nesmith, Dan; Pfenning, Frank; Xi, Hongwei (1996). "TPS: a theorem-proving system for classical type theory". J. Automat. Reason. 16, no. 3, 321–353.
- Andrews, Peter B. (2002). An introduction to mathematical logic and type theory: to truth through proof. Second edition. Applied Logic Series, 27. ISBN 978-1-4020-0763-7. Kluwer Academic Publishers, Dordrecht.